# François-Michel-Chrétien Deschamps
Pour les articles homonymes, voir Deschamps.
François-Michel-Chrétien Deschamps, né le 14 septembre 1688 à Troyes et mort le 11 novembre 1747 à Paris, est un auteur dramatique français.
Lieutenant de cavalerie, puis employé dans les finances, Deschamps écrivit plusieurs tragédies, dont une, Caton d’Utique (1715), eut du succès ; les autres, Antiochus et Cléopâtre (1717), Artaxerxès (1735), Méduse (1739), ne purent réussir.
On doit, en outre, à Deschamps des Recherches sur le théâtre français (1735, 3 vol. in-8°).

## Source
- Gustave Vapereau, Dictionnaire universel des littératures, Paris, Hachette, 1876, p. 613.